# Bruyères-et-Montbérault
Bruyères-et-Montbérault är en kommun i departementet Aisne i regionen Hauts-de-France i norra Frankrike. Kommunen ligger  i kantonen Laon-Sud som ligger i arrondissementet Laon. År 2022 hade Bruyères-et-Montbérault 1 419 invånare.

## Befolkningsutveckling
Antalet invånare i kommunen Bruyères-et-Montbérault
Referens: INSEE